# Cyclaulax binotatus
Cyclaulax binotatus är en stekelart som först beskrevs av Szepligeti 1904.  Cyclaulax binotatus ingår i släktet Cyclaulax och familjen bracksteklar. Inga underarter finns listade i Catalogue of Life.